# Kiss the Bride
Kiss the Bride é um filme de 2002 sobre uma família italiana, dirigido por Vanessa Parise.

## Premissa
A história é centrada em uma tradicional família de italianos com quatro filhas que possuem personalidades completamente diferentes. Danni, uma das irmãs, está próxima de ser a primeira a se casar, isto é, se as suas outras três irmãs não conseguirem impedí-la. Niki, Chrissy e Toni retornam para casa para a reunião de família, que ocorrerá antes do casamento, que acaba se tornando um concurso com o objetivo de descobrir "quem é melhor que quem". Niki traz consigo seu namorado judeu, Toni, a irmã lésbica, traz sua namorada Amy, e Chrissy, que é ocupada demais para ter um namorado, traz seu novo Porsche de última geração. As irmãs então passam a disputar um lugar na família, e claro, lutam pela aprovação e pelo amor do pai.

## Elenco
- Amanda Detmer como Danisa "Danni" Sposato
- Brooke Langton como Nicoletta "Niki" Sposato
- Monet Mazur como Antonia "Toni" Sposato
- Vanessa Parise como Christina "Chrissy" Sposato
- Sean Patrick Flanery como Tom Terranova
- Johnathon Schaech como Geoffrey "Geoff" Brancato
- Alyssa Milano como Amy Kayne
- Johnny Whitworth como Marty Weinberg
- Talia Shire como Irena Sposato
- Burt Young como Santo Sposato